# احمد کسمایی
احمد کسمایی (زاده ۱۲۵۹ کسما - درگذشته ۱۳۳۰ )، معروف به حاج احمد کسمایی، از سران جنبش جنگل بود.
او رهبر جناح راست جنبش بود.

## زندگی‌نامه
احمد کسمایی مدت هفت سال در کسما به مکتب رفت و قرآن، عربی، فارسی و حساب آموخت، و تا چهارده سالگی تحصیل کرد و سپس به دنبال کار فلاحت و کشاورزی رفت.

## نقش کسمایی در جنبش جنگل
حاج احمد کسمایی پیش از آغاز جنبش جنگل جزو مؤسسان هیئت اتحاد اسلام بود. او به سبب کار فلاحت دارای ثروت و سرمایه بود و کلیهٔ مخارج نهضت جنگل مانند خرید اسلحه و مهمات و امکانات دیگر را می‌پرداخت و تا هفده ماه پس از رفتن به جنگل به این تأمین مالی جنبش ادامه می‌داد. وی هواخواه و محبوبیت و نفوذ بسیاری در میان اهالی کسما، اباتر، طاهرگوراب، چمن، ندامان، صومعه‌سرا، کوله‌سر و چمثقال تا تولمات داشت. احمد کسمایی عقاید مذهبی اسلامی داشت.
اما بعد از سخت شدن کار جنبش جنگل با میرزا کوچک خان اختلاف پیدا کرد جنگلیها در شرایط سخت مبارزه‌شان، به‌علت تحمل ضربات قوای دولتی مجبور به تحرک بسیار در مناطق مختلف بودند، اما حاج احمد در منطقهٔ کسما مال و منال و اموال غیرمنقول داشت و نمی‌خواست از آن ثروتها دست بکشد، از این‌روی با تصمیمات کوچک‌خان مخالفت می‌کرد. او به کوچک خان ایراد می‌گرفت که چرا به کسما توجه ندارد و در گوراب زرمیخ استحکامات درست کرده‌است. این وابستگی به ثروتهایش در کسما باعث می‌شد که سرانجام برادر خود بنام شیخ محمود را نزد وثوق‌الدوله به تهران فرستاد و اعلام تسلیم به قوای دولتی کرد. وثوق الدوله نیز تسلیم شدن او را پذیرفت. اما نیروهای استاروسلسکی احمد کسمایی را دستگیر و زندانی کرده و اموال و املاکش را تاراج کردند. سپس احمد کسمایی در تهران و گیلان آواره شد و سرانجام در بی‌چیزی و در حالی که نابینا شده بود درگذشت.